# Centro de Investigación para el Desarrollo Internacional

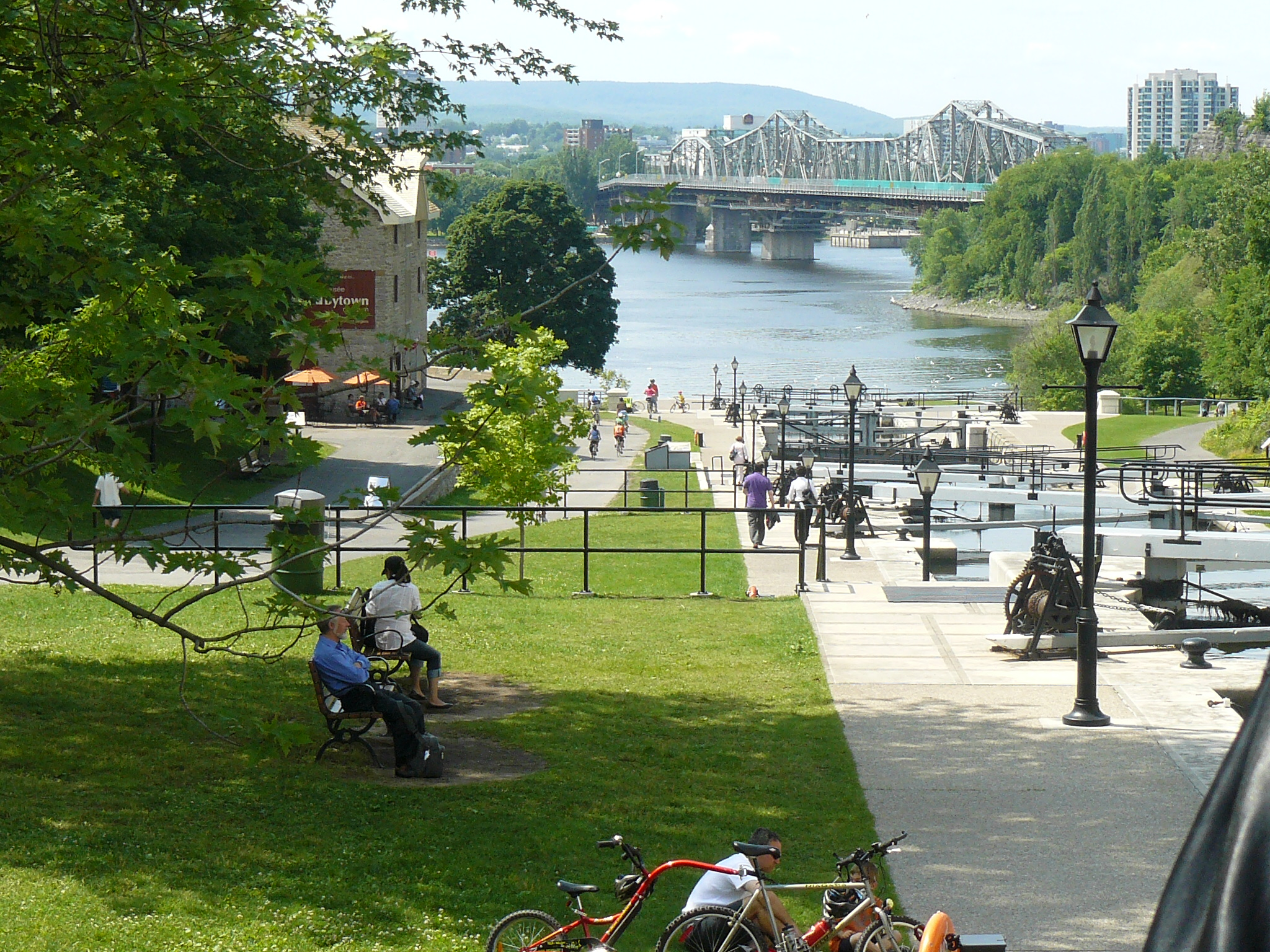
Vista de Ottawa, ciudad donde tiene su sede el CRDI

El Centro Internacional de Investigaciones para el Desarrollo (IDRC por sus siglas en inglés) es una empresa pública canadiense que financia la investigación y la innovación en las regiones en desarrollo y sus zonas perimetrales, en el marco de las actividades de Canadá en materia de asuntos exteriores y desarrollo.
Según su Estrategia 2030, el IDRC, con el fin de contribuir a los objetivos de desarrollo sostenible de las Naciones Unidas, concentra actualmente sus actividades en las 5 áreas siguientes: sistemas alimentarios resilientes al clima, salud mundial, educación y ciencias, gobernanza democrática e inclusiva, y economías sostenibles e inclusivas.  
Establecido por la ley que crea el Centro Internacional de Investigaciones para el Desarrollo, que el Parlamento de Canadá aprobó en 1970, el IDRC tiene por misión  «lanzar, animar, apoyar y llevar a cabo investigaciones sobre los problemas de las regiones en vías de desarrollo y sobre la puesta en práctica de los conocimientos científicos, técnicos y otros para contribuir al progreso económico y social de estas regiones». Para cumplir esta misión, el IDRC anima a los investigadores de los países en desarrollo a llevar a cabo investigaciones en sus propios centros y regiones, y los ayuda con este fin.

## Gobernanza
El IDRC está dirigido por un consejo de administración, cuyo presidente rinde cuentas al Parlamento a través del ministro de desarrollo internacional. Con la ayuda del comité de alta dirección, el presidente del IDRC supervisa las actividades cotidianas y se sienta igualmente en el consejo de administración. 
Miembros del consejo:
- Margaret Biggs (Ottawa [Ontario]) – Presidenta
- Chandra Madramootoo (Montreal [Quebec]) – Vicepresidente
- Jean Lebel – Presidente
- Akwasi Aidoo (Gastonia [C.N., Estados Unidos]) – Gobernador
- Alex Awiti (Nairobi [Kenia])
- Mary Anne Chambers (Thornhill [Ontario]) – Gobernadora
- Sophie De Amores (Quebec [Quebec]) – Gobernadora
- Shainoor Khoja (Dubái, E.A.U.; Vancouver [C.-B.]) – Gobernador
- Purnima Mane (San Mateo [CA, Estados Unidos]) – Gobernadora
- John McArthur (Vancouver [C.-B.]; Washington D. C.) – Gobernador
- Gilles Rivard (Ottawa [Ontario]) – Gobernador
- Stephen Toope (Cambridge [Reino Unido]) – Gobernador
- Barbara Trenholm (Fredericton [N.-B.]) – Gobernadora

Directores regionales:
- Anindya Chatterjee (Asia)
- Federico Burone (América Latina y Caribe)
- Barbara Shenstone (Oriente Medio y África del Norte)
- Julie Crowley (África Central y África Occidental)
- Kathryn Toure (África Oriental y África Austral)